# Sunny Delight
Sunny Delight, ou SunnyD depuis le début des années 2000, est une boisson aux fruits créée en Floride en 1964 par Dick Howard et Phillip Grinell.
La gamme est composée de six parfums différents : Doux California, Acidulé Florida, Orange-Fraise, Multivitaminé, Tropical et Ice Tea Pêche Acérola.

## Historique
- 1964 : Lors d’une journée ensoleillée en Floride, Dick Howard et Phillip Grinnel se promènent le long d’une plage. C’est en voyant des enfants et des familles que Dick Howard explique à Phillip Grinnel que ses enfants n’aiment pas vraiment le jus d’orange à cause de son acidité. C’est à ce moment que l’idée de créer une boisson à l’orange adaptée au goût des enfants est née[2].
- 1989 : Procter & Gamble acquiert Sunny Delight dans son portefeuille de marques.
- 2000 : Sunny Delight est lancé en France.
- 2004 : La marque alors détenue par Procter & Gamble (P&G)[3] est rachetée par le fonds d’investissement JW Childs Associates qui constitue un groupe Sunny Delight Beverages Co qui, outre la marque éponyme, possède les boissons américaines Very Fine et Fruit2O[4].
- 2009 : Sunny Delight change ses recettes : dorénavant, les produits proposés sont sans conservateurs et les arômes et colorants sont d'origine naturelle. Le packaging change également pour une bouteille plus ronde et plus transparente grâce à l’utilisation de PET[5].
- 2011 : Les activités européennes et africaines de Sunny Delight sont rachetées par Orangina Schweppes[6].
- 2014 : Orangina-Schweppes cède la licence de marque Sunny Delight à Eclor Boissons pour la France.

## Description du produit
Les boissons Sunny Delight sont composées d’eau de source, de sucre, de 5 % de jus de fruits à base de concentrés et de vitamines. Pour préserver les vitamines, cette boisson se trouve au rayon frais. Elle est embouteillée en France.

## Les différents parfums Sunny Delight
Sunny Delight est une boisson rafraîchissante aux extraits de fruits.
En 2020, 3 parfums composent la gamme Sunny Delight (en format 50cL ou 1.25L) :
- Doux California (best-seller)
- Acidulé Florida
- Multivitaminé

Les recettes Sunny Delight sont formulées sans colorant ni arôme artificiel, sans édulcorant, et sans conservateurs. Elles sont enrichies en vitamines (A, C, E). Les bouteilles Sunny Delight contiennent 50% de plastique recyclé et sont 100% recyclables.

## Sunny Delight dans le monde
Actuellement, on peut trouver du Sunny Delight dans 6 pays:
| - Canada - Espagne - États-Unis - France - Portugal - Royaume-Uni |